# Traverella sallei
Traverella sallei är en dagsländeart som först beskrevs av Luisa Eugenia Navas 1935.  Traverella sallei ingår i släktet Traverella och familjen starrdagsländor. Inga underarter finns listade i Catalogue of Life.